# توسان (أريزونا)
توسان  (رسميًّا: Tucson، بالأوأودهم: Cuk Ṣon تلفظ ‎[tʃʊk ʂɔːn]‏) هي ثاني أكبر مدن ولاية أريزونا الأمريكية بعد فينكس، حيث يشكلَّان معًا ممر الشمس [الإنجليزية] في أريزونا، وهي أحد أسرع المناطق نموًّا في الولايات المتحدة. تبعد توسان عن فينكس عاصمة الولاية 174 كيلومتر وعن حدود الولايات المتحدة والمكسيك 100 كم. كانت توسان بداية جزءًا من المكسيك إلى أن اشترتها الولايات المتحدة عام 1854 في صفقة غادسدن، وكانت عاصمة أراضي أريزونا من أعوام 1867 إلى 1877.
تأسست توسان كمدينة عام 1858، إلا أن تاريخها يعود لآلاف السنين قبل الاستعمار الأوربي. سميِّت توسان نسبة إلى التل الأسود [الإنجليزية] أو قمة سنتنل (بالإنجليزية: Sentinel Peak)‏ أو جبل A (بالإنجليزية: A Mountain)‏، حيث قام مستوطنوا المنطقة بالإقامة والزراعة في وادي الجبل حيث تقع توسان اليوم. اسم توسان الأصلي من لغة شعب التوهونو أوأودهم الذين سكنوا المنطقة هو Cuk Ṣon، وتعني حرفيًّا «قاعدة [التل] الأسود» إشارة لموقع المنطقة في وادي الجبل.
بلغ عدد سكان مدينة توسان فقط عام 2020 حوالي 542,629 نسمة بينما بلغ عدد سكان منطقتها الإحصائية (توسان والبلدات المجاورة لها) 1,043,433. توسان هي المدينة الرابعة والثلاثون في الولايات المتحدة من حيث عدد السكان. توسان هي أول مدينة أمريكية تصنف كمدينة متميزة لطعامها ومطبخها من قبل اليونسكو في 2015. تلقب توسان بوادي البصريات [الإنجليزية] حيث تتموقع فيها وفي وجنوب أريزونا بشكل أعم العديد من المراصد وشركات ومختبرات البصريات بتشجيع من جامعة أريزونا، أهمها مرصد ستيوارد.

## التاريخ
من المحتمل ان تكون توسان قد سكنت من قبل هنود باليو منذ حوالى 12,000 سنة. بعد التنقيب في المنطقة تم اكتشاف آثار بالقرب من نهر سانتا كروز تدل على وجود قرية يعتقد انها من عام 2100 قبل الميلاد. السهول المحيطة بالنهر تم زراعتها خلال الفترة الزراعية المبكر خلال 1200 قبل الميلاد حتى 150 بعد الميلاد. قام هؤلاء المزارعين بشق الترع والقنوات من النهر وزرعوا القمح والحبوب والمحاصيل الأخرى. تم اكتشاف أن توسان كانت من أوائل المدن التي استخدم فيها الفخار لصناعة الآنية وأدوات الطبخ. وقال فريق معين من علماء الآثار أن الهوهوكام عاشوا في هذه المنطقة في الفترة ما بين 600 و1450 ميلادي.

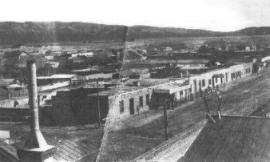
صوره لشارع بتوسان عام 1880

من أغسطس 1861 حتى منتصف 1862 كانت توسان العاصمة الغربية لإقليم أريزونا الكونفيدرالي، وفي 1862 قام مقاتلون متطوعون من كاليفورنيا بطرد القوات الكونفدرالية من أريزونا. توسان وكل أجزاء أريزونا كانت جزء من إقليم نيو مكسيكو حتى عام 1863 عندما أصبحت جزءاً من أريزونا. من 1867 حتى 1877، كانت توسان عاصمة أريزونا ما يجعلها أقدم مدينة مندمجة في أريزونا.
من 1877 حتى 1878 عانت توسان من السرقات. وفي عام 1885 تم إنشاء جامعة أريزونا بنظام المنح على أرض زراعية بين توسان وفورت لويل. وفي عام 1890 كان الأسيويون يشكلون حوالى 4.2 من نسبة السكان.

## الأسماء الأخرى
توسان معروفة باسم “الأناس القدماء” ولكن أصل التسمية غير معروف، ولكن يقال أن عمدة المدينة “ليزروود” عندما تم إنشاء خط سكة حديد في 20 مارس 1880 قام بالاحتفال وإرسال رسائل تهنئة لشخصيات هامة منها رئيس الولايات المتحدة الأمريكية وبابا الكنيسة الكاثوليكية يخرهم فيها بأن أناس توسان القدماء والعظماء أصبحوا الآن مرتبطين بالعالم الخارجى وانتشر الأسم في الصحف مما أدى إلى الأسم المعروف
في بداية ثمانينات القرن الماضى قام قادة المدينة بعمل مسابقة لأفضل اسم مستعار والأسن الفائز كان “المصنع المشرق” ولكنه لم يلق ترحيبا شعبيا ولذلم ظل الأسم الآخر منشرا.

## جغرافيا
تبعا لمكتب تعداد الولايات المتحدة بلغت مساحة أراضى المدينة 226.71 ميل مربع (587.2 كم مربع)
يبلغ علو المدينة 806 متر فوق مستوى سطح البحر. تقع توسان على سهل رسوبى في صحراء صحراء سونورا محاطة بخمس تجمعات جبلية.
تقع نوسون على بعد 118 ميل (190 كم) جنوب فينيكس وعلى بعد 60 ميل (97 كم) شمال حدود الولايات المتحدة مع المكسيك. وعدد سكان المدينة حسب احصائية 2010 بلغ عدد سكان المدينة 520,116. في عام 2009 وضعت توسان في المركز 32 في قائمة أكثر المدن اكتظاظا بالسكان. وتعد ثانى أكبر مدينة في ولاية أريزونا بعد فينيكس وأكبر مدينة في جنوب الولاية.

### وسط توسان
مثل العديد من ولايات الغرب الأمريكية أنشئت شبكة كهربائية في توسان في أواخر القرن ال19.
بنهاية العقد الأول من القرن ال21 خضع وسط المدينة للتنشيط بواسطة رجال الأعمال. المشروع الابتدائى كان ريو نويفو وقد تم التخطيط له لأكثر من 10 سنوات.

### جنوب توسان
جنوب توسان يعتر منطقة منصلة مساحتها حوالى ميل واحد محاط بالكامل بمدينة توسان ويقع جنوب وسط المدينة تماما. جنوب المدينة يمتاز بتاريخ مثير. 83% من السكان من أمريكين من أصل مكسيكى و10% من الأمريكيين الأصليين. يشتهر جنوب المدينة بوجود العديد من المطاعم المكسيكية

### غرب توسان
يمر بغرب توسان نهر سانتا كروز و جبال توسان و يتضمن متحف عالمى للحياة البرية.

## الاقتصاد

### أكبر الموظفين
| #  | Employer                                                                        | # of Employees |
| -- | ------------------------------------------------------------------------------- | -------------- |
| 1  | جامعة أريزونا University of Arizona                                             | 11,251         |
| 2  | ريثيون تكنولوجيز Raytheon Technologies                                          | 9,600          |
| 3  | ولاية أريزونا State of Arizona                                                  | 8,580          |
| 4  | قاعدة ديفس-مونثن الجوية Davis–Monthan Air Force Base                            | 8,406          |
| 5  | مقاطعة بيما Pima County                                                         | 7,060          |
| 6  | منطقة مدارس توسان المتحدة Tucson Unified School District                        | 6,770          |
| 7  | مركز بانز الصحي الجامعي وسط توسان Banner University Medical Center Tucson       | 6,272          |
| 8  | هيئة الجمارك وحماية الحدود بالولايات المتحدة U.S. Customs and Border Protection | 5,739          |
| 9  | فريبورت-ماكموران Freeport-McMoran Copper & Gold, Inc.                           | 5,530          |
| 10 | والمارت Walmart                                                                 | 5,500          |

## المدن الشقيقة
توسان هي مدينة أخت لهذه المدن:
- راسكامن [الإنجليزية], كونخت, أيرلندا
- السليمانية، كردستان العراق
- پيچ, المجر
- پويرتو پينياسكو، سونورا, المكسيك
- سيوداد أوبريگون، سونورا, المكسيك
- گوادالاهارا، هاليسكو, المكسيك
- ماساتلان، سينالوا, المكسيك